# PrOut@Work-Foundation
Die PrOut@Work-Foundation (Eigenschreibweise: PROUT AT WORK) ist eine deutsche gemeinnützige Stiftung bürgerlichen Rechts mit Sitz in München, die sich seit 2013 einsetzt für die Chancengleichheit von LGBT-Personen jeglicher sexueller Orientierung und Geschlechtsidentität am Arbeitsplatz sowie für den Abbau von Homophobie, Biphobie, Transphobie und Interphobie in der Arbeitswelt. Stifter von PrOut@Work sind die beiden natürlichen Personen Albert Kehrer und Jean-Luc Vey sowie acht große Unternehmen: Accenture, BASF, Commerzbank, Deutsche Post, Deutsche Telekom, IBM, SAP und White&Case.

## Geschichte
Mitte der 2000er-Jahre begannen sich in Deutschland in Unternehmen Netzwerke von Lesben und Schwulen in Unternehmen zu etablieren. Aus den ersten Diskussionen entstanden regelmäßige Treffen, damals unterstützt vom Berufsverband VK e.V. (damals Völklinger Kreis e. V.) und Wirtschaftsweiber e. V. Dank der Hilfe dieser beiden Organisationen war das Wachsen der Idee über fast acht Jahre möglich.
Die Nachfrage nach Unterstützung und Vernetzung von LGBT-Netzwerken in Unternehmen wurde über die Jahre  größer. Die Gründung einer Stiftung sollte helfen, die Idee nachhaltig zu etablieren. Mit Wirkung zum 4. Dezember 2013 erfolgte auf Betreiben der Initiatoren und Ideengeber Albert Kehrer und Jean-Luc Vey die Gründung der PrOut@Work-Foundation mit Unterstützung von acht Unternehmen und dem Ziel, „die Überwindung von Diskriminierung von LGBT(IQ)-Menschen am Arbeitsplatz sowie die Förderung ihrer Chancengleichheit“ voranzutreiben.

## Stiftungszweck
Zweck der PrOut@Work-Stiftung ist die Förderung der Volks- und Berufsbildung sowie der Wissenschaft und Forschung. Der Einsatz für eine diskriminierungsfreie, offene Arbeitswelt und den Abbau von Homophobie geschieht, unter anderem durch:
- Pressearbeit, Kampagnen und Veranstaltungen
- Beauftragung und Veröffentlichung von Studien[3]
- Veröffentlichung von Ratgebern und Infomaterial
- Austausch und Zusammenarbeit mit professionellen LGBT-Netzwerken

## Stiftungsvermögen und Finanzierung
Das Stiftungsvermögen betrug bei der Gründung 50.000 Euro. Mittlerweile sind weitere kleine Zustiftungen erfolgt, so dass das Stiftungskapital auf 60.500 Euro angestiegen ist (Stand Dezember 2018).
Die Geschäfte und Projekte der Stiftung werden nicht durch die Erträge des Stiftungsvermögens finanziert, sondern durch die sogenannte ProutEmployer-Kooperation, ein Modell, mit dem Unternehmen sich verpflichten, einen jährlichen Betrag an die Stiftung zu überweisen. Nach anfänglich 9 unterstützenden Unternehmen im Jahre 2014 sind es 46 Unternehmen, die sich der Stiftung und dem Thema verpflichtet haben (laut Tätigkeitsbericht 2018).

## Organe
Die Gremien der Stiftung sind der Stiftungsvorstand und der Stiftungsbeirat. Im April 2020 bestand der Vorstand aus Albert Kehrer als geschäftsführendem Vorstandsvorsitzenden und Jean-Luc Vey als Stellvertreter.

## Projekte der Stiftung

### Handlungsempfehlungen für Arbeitgeber
Ein Teil der Arbeit von PrOut@Work ist die Veröffentlichung von Handlungsempfehlungen als How to („Anleitung“), die Unternehmen und Engagierten Lösungen zur Umsetzung LGBT-inklusiver Humankapital-Prozesse (human resources) anbieten. Zu den folgenden Themen sind Leitfäden der Stiftung erschienen:
1. Umsetzung der Ehe für Alle in den Unternehmen
2. UN LGBTI Standards of Conduct for Business
3. Gendersensible Sprache
4. Leitfaden für Arbeitgeber zur Umsetzung von LGBT-Diversität
5. Persönliches Coming-out am Arbeitsplatz
6. LGBT-Verbündete (Allies)
7. Die 3. Geschlechtsoption „divers“ und ihre Berücksichtigung im Unternehmen

### Veranstaltungen
PrOut@Work-Konferenz
Im Oktober findet jährlich die Konferenz mit ca. 180 Teilnehmern statt. Zielgruppe sind Engagierte in LGBT-Unternehmensnetzwerken und Diversity-Verantwortliche. Jedes Jahr steht die Konferenz unter einem bestimmten Motto. Die Veranstaltung findet jedes Jahr in einer anderen Stadt statt.
ToGathering
In sechs Städten (Berlin, Düsseldorf, Frankfurt, Hamburg, München und Zürich) finden in der Regel pro Quartal regionale Netzwerktreffen statt. Diese sogenannten ToGatherings dienen der Vernetzung der Engagierten aus LGBT-Netzwerken in Unternehmen untereinander. Während der After-work-Veranstaltungen findet ein Mini-Workshop zu von den Teilnehmern gewählten Themen statt.
Deep Dive
Unter dem Namen Deep Dive veranstaltet PrOut@Work eintägige Workshops zu einem bestimmten Thema von LGBT-Diversity. In Gruppen von 20 bis 30 Personen sollen Lösungen für Unternehmen erarbeitet werden, die die Chancengleichheit von LGBT-Personen am Arbeitsplatz verbessern. Als Handlungsempfehlungen für Arbeitgeber sind daraus Veröffentlichungen der Stiftung entstanden.

### Auszeichnungen

#### LGBT*IQ-Awards
Die PrOut@Work-Stiftung richtete 2018 die LGBT*IQ–Awards ein. Als erster Award dieser Art in Deutschland würdigt er die Arbeit von LGBT-Netzwerken in Unternehmen, die sich in besonderer Art und Weise für dieses Thema am Arbeitsplatz einsetzen und tagtäglich Engagement zeigen, um ein diverses, offenes und tolerantes Arbeitsumfeld zu fördern. Die Awards gibt es in drei Kategorien:
1. Big Impact Initiative: Preis für Netzwerkarbeit, die einen deutlich positiven Effekt auf das Klima der Offenheit für LGBT-Personen im Unternehmen hat
2. Rising Star: Preis für neugegründete Netzwerke mit einem innovativen Ansatz
3. Global Leader Network: Preis für Netzwerke, die mit ihrem Engagement global die Welt für LGBT-Personen besser machen wollen

Preisträger in den drei Kategorien waren:
- 2018[p: 9]
  1. Impact: RBg der Bosch-Gruppe
  2. Rising: GLOW von Sandoz
  3. Global: PRIDE von Accenture
- 2019[p: 10]
  1. Impact: be.queer LGBTIQ and allies von Bertelsmann[4]
  2. Rising: MORE* Queer der Otto Group
  3. Global: dbPride der Deutschen Bank
- 2020[p: 11]
  1. Impact: Metro Pride
  2. Rising: Be You von Beiersdorf
  3. Global: GABLE von Procter & Gamble
- 2021[p: 12]
  1. Impact: QueerBw der Bundeswehr (AHsAB)
  2. Rising: LGBT*IQ & Friends von RWE
  3. Global: Encompass Pride von ABB

#### Top100 Outexecutives
Das Projekt Germany’s Top 100 Out Executives macht lesbische, schwule, bisexuelle sowie trans- und intergeschlechtliche Personen in der Arbeitswelt sichtbar. Seit 2018 zeigt die Top 100 Out Executives-Liste Führungskräfte, die queer sind und beruflichen Erfolg haben. Sie sind aktive Rollenbilder für die LGBT-Community in der Arbeitswelt und stehen so für LGBT-Gleichberechtigung ein. Ähnliche Listen werden bereits in den USA und UK zusammengestellt. Die Liste Germany’s Top 100 Out Executives ist die erste ihrer Art in Deutschland und wurde 2019 in einschlägigen Wirtschaftsmagazinen wie dem Handelsblatt, Capital und Business Punk rezipiert.
2019 wurde das Projekt um die Liste der Top LGBT+ Voices erweitert: Als LGBT-Thementreiber stehen diese Personen nicht nur im eigenen Sinne für mehr LGBT-Gleichberechtigung ein, sondern sie sind Stimme und Vertretung für ihre queere Kollegenschaft.

### Politische Arbeit
Wenngleich sich PrOut@Work der Unterstützung von LGBT-Diversity in Unternehmen verschrieben hat, entstehen in der Arbeit der Stiftung Berührungspunkte mit politischen Themen. Die bestehenden und angestrebten rechtlichen Vorgaben für Unternehmen durch die jeweilige Gesetzgebung nehmen Einfluss auf die Rahmenbedingungen der Mitarbeitenden in den Unternehmen und auch auf die Arbeit der Stiftung.
 Positionspapier zur Blutspende
PrOut@Work fordert seit 2020 in einem Positionspapier von der Bundesärztekammer und weiteren zuständigen Akteuren eine Änderung der Hämotherapie-Richtlinien, um die Ausgrenzung („Rückstellung“) schwuler oder bisexueller Männer und von trans Personen bei der Blutspende zu beenden. Die Initiative wird von einem Dutzend namhafter deutscher Unternehmen unterstützt, darunter SAP, IKEA, Deutsche Bahn, Otto, Metro und Microsoft Ende 2021 unterstützen 19 Firmen die Initiative.
Die von der Bundesärztekammer festgelegten Hämotherapie-Richtlinien bewirken, dass schwule oder bisexuelle Männer und trans Personen faktisch nicht zur Blutspende zugelassen werden. In der Version von 2017 besagen die Richtlinien in ihren Anforderungen an Spender, dass „Personen, deren Sexualverhalten ein gegenüber der Allgemeinbevölkerung deutlich erhöhtes Übertragungsrisiko für durch Blut übertragbare schwere Infektionskrankheiten, wie HBV, HCV oder HIV birgt“, für eine Dauer von 12 Monaten von der Möglichkeit, Blut zu spenden, ausgeschlossen werden (siehe auch Ausschluss von Männern, die Sex mit Männern haben).
Im September 2021 passte die Bundesärztekammer zusammen mit dem Paul-Ehrlich-Institut die Blutspende-Richtlinien an und verkürzte die Rückstellungsfrist für Betroffene von zwölf auf vier Monate; für monogam lebende Männer entfällt sie. PrOut@Work tritt weiterhin für die Gleichbehandlung aller Spendewilligen ein.

## Vernetzung
PrOut@Work ist Teil der Regenbogenstiftungen (Zusammenschluss deutscher Stiftungen, die im LGBT-Bereich aktiv sind) und Mitglied der global wirkenden ILGA (International Lesbian, Gay, Bisexual, Trans and Intersex Association), die LGBT-Netzwerke unterstützt.